# Babine Lake
Der Babine Lake oder Na-taw-bun-kut („Langer See“) ist der längste natürliche See in der kanadischen Provinz British Columbia.

## Lage
Der See hat eine Wasserfläche von 479 km² (Gesamtfläche mit Inseln: 495 km²) und liegt auf einer Höhe von 711 m. Er hat eine Länge von 153 km und variiert zwischen 2 und 10 km Breite. Der Babine Lake liegt nordöstlich der Ortschaft Burns Lake in Zentral-British Columbia, sowie etwa 180 km westnordwestlich der Stadt Prince George.
Der Babine River, ein linker Nebenfluss des Skeena River, entwässert den See nach Nordwesten. 
Mehrere Provincial Parks liegen am Babine Lake: 
- Babine Lake Marine Provincial Park
  - Pendleton Bay site
  - Smithers Landing site
- Topley Landing Provincial Park
- Red Bluff Provincial Park

## Babine Portage
Babine Portage ist ein 12 km nördlich des Portage Yekooche Reserve gelegener Campingplatz an einer Kiesstraße am Westende des Babine Lake.
Der Name ist ein Hinweis auf eine Kanu-Zugangsstelle, die früher zur Portage zu einem Handelsposten der Hudson’s Bay Company genutzt wurde.
Früher gab es fünf Cabins auf der Ostseite des Baches und sieben auf der Westseite. Alle wurden 2003 durch ein Buschfeuer niedergebrannt.
Obwohl Leute von Tachie, Fort St. James und Prince George diese Gegend besuchen, wird sie hauptsächlich von Mitgliedern der Yekooche First Nation genutzt, die einen Großteil des Sommers hier verbringen und im Herbst nach Portage Reserve zurückkehren.
Der versorgt sie mit Lachs, insbesondere Rotlachs, während die Jagd auf Elche, Hirsche und Bären in der Umgebung bei Salt Lake, Frank’s Meadow und einer Lagune westlich des Camps unternommen werden kann. 
Die Leute fischen auch am 4 Mile und am 6 Mile Creek östlich des Camps nahe Quarter Island. Die Einwohner von Yekooche nutzen den Fischfang bei Babine Portage als Nahrung während der Winterzeit.
Eine wichtige lokale Tradition bei Babine Portage beinhaltet das t'es-ing von Neuankömmlingen, was das Einreiben der Wangen mit Kohle bedeutet, um schlechtes Wetter vom Camp fernzuhalten. t'es bedeutet „Holzkohle“ in der Sprache der Babine.